# Badesee Tannenhausen
Der Badesee Tannenhausen ist ein Baggersee im Auricher Stadtteil Tannenhausen in Ostfriesland, Niedersachsen.

## Beschreibung
Der Badesee befindet sich im Ortsteil Tannenhausen westlich der Dornumer Straße. Es handelt sich um eine ehemalige Kiesgrube. Der See wird intensiv als Naherholungsgebiet genutzt, direkt am See befindet sich eine Ferienhaussiedlung. Die Einstufung der Badegewässerqualität ergab seit 1994 gute, nach 2002 durchgehend sehr gute Werte nach den jeweils geltenden europäischen Richtlinien.
Am See befindet sich ein öffentliches Strandbad mit mehreren gastronomischen Betrieben und im nördlichen Teil des Sees ein Wasserskilift.
Auf der gegenüber liegenden östlichen Seite der Dornumer Straße befindet sich ein etwa gleich großer zweiter Baggersee.